# Рунди (народ)

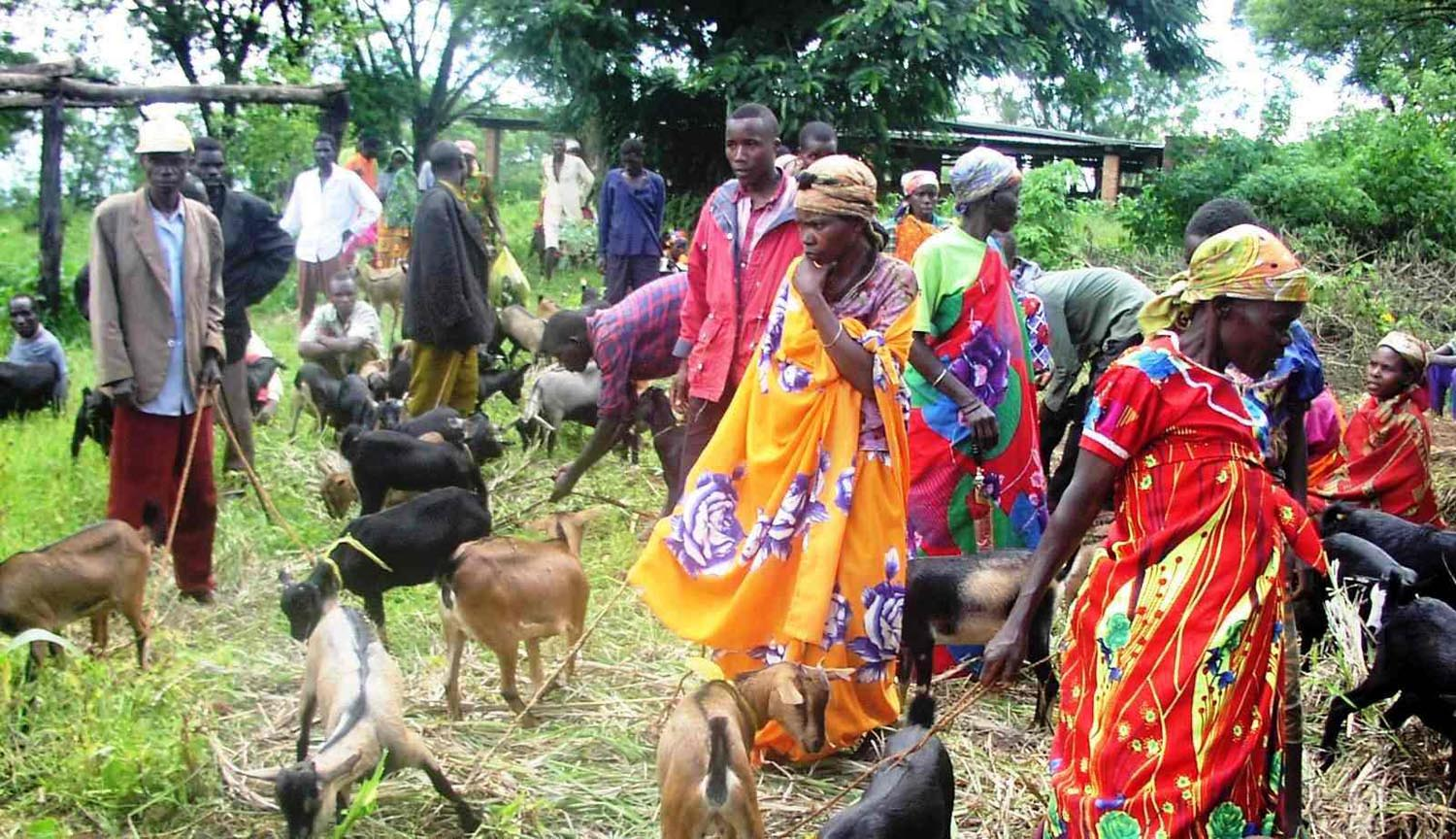
Пастухи бурунди

Рунди (самоназвание бурунди, варунди) — народ Африки, основное население республики Бурунди. Наиболее близки к народу руанда. Общая численность — около 7 млн человек (данные на 2000 год) (Курпатов 2000: 210).

## Языковая характеристика
Говорят на языке кирунди (группа банту), большая часть населения двуязычна, второй язык — французский. Письменность на основе латинского алфавита (Карпушина 1965: 110).

## Религия
Больше половины населения — христиане (60 % — католики, около 10 % — протестанты). Почти треть населения придерживается традиционных верований — местные автохтонные культы, обряды, включающие в себя анимизм — веру в многочисленных духов, культ маны — безликой сверхъестественной силы (Карпушина 1965: 126); среди пигмеев распространен культ сил природы. Незначительная часть рунди мусульмане-сунниты.

## Расселение

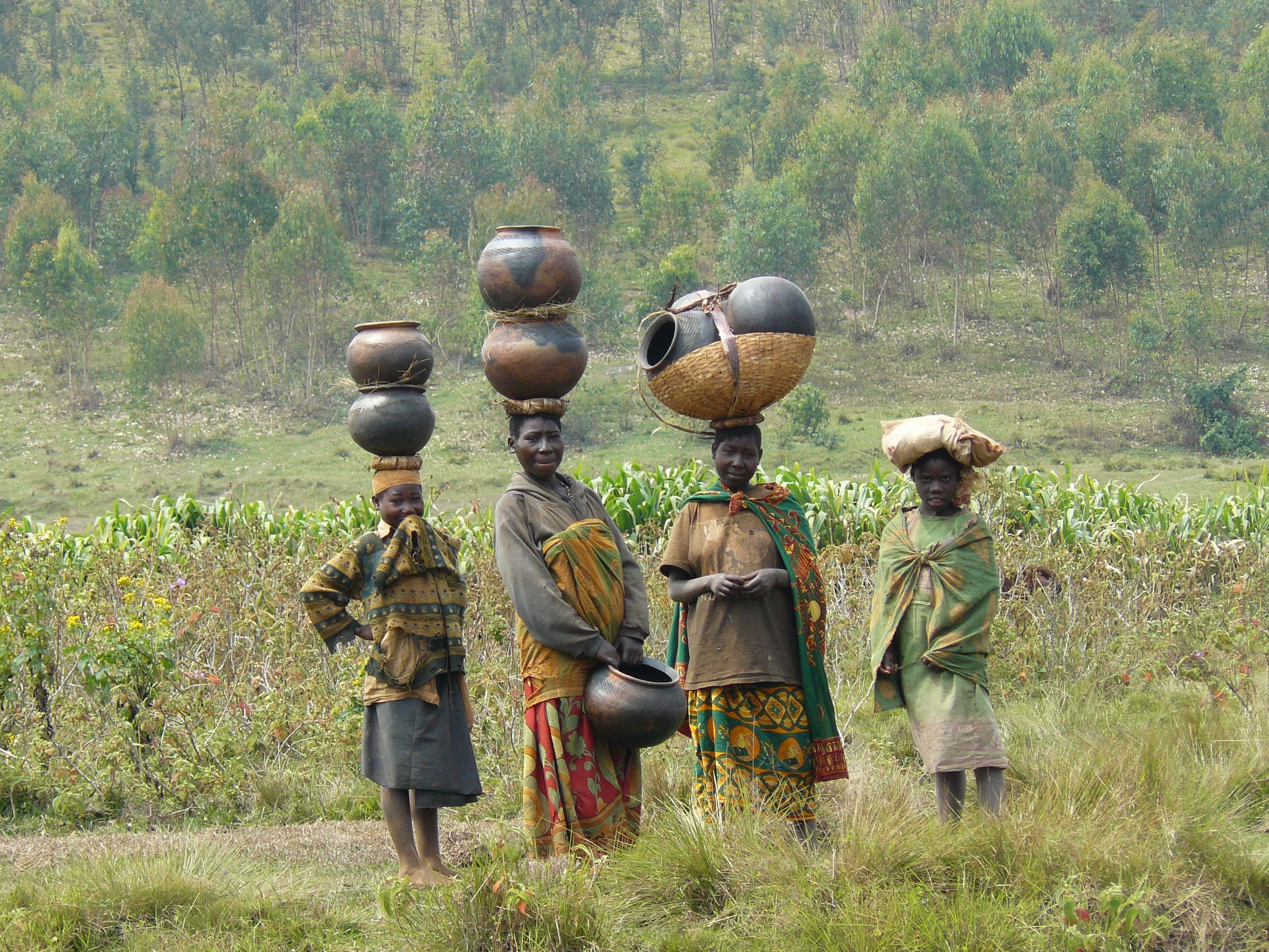
Бурундийские женщины батва, 2007

В XIX веке у рунди существовало независимое королевство Бурунди, перешедшее в XX веке к Германии, а позже — к Бельгии.
В настоящее время рунди проживают в основном также на территории Бурунди; существует отходничество в Демократическую Республику Конго, Уганду, Руанду и Танзанию. Это происходит вследствие исторически сложившихся конфликтов между тутси и хуту — социально-этнических групп рунди. Столкновения постепенно перешли в острые военно-политические конфликты. Значительная часть хуту в результате постоянных притеснений и дискриминации бежали в Руанду из Бурунди в течение последних десятилетий. Количество рунди в Бурунди (по данным 2000 года) — 4 млн 530 тысяч, в ДРК — 1 млн 500 тысяч, в Уганде — 550 тысяч, в Руанде — 350 тысяч человек (Курпатов 2000: 210).

## Основные занятия
- скотоводство (около 15 % населения — тутси);
- земледелие (около 85 % населения — хуту);
- охота и собирательство (0,75 % — пигмеи тва) (Карпушина 1965: 98).

## Быт

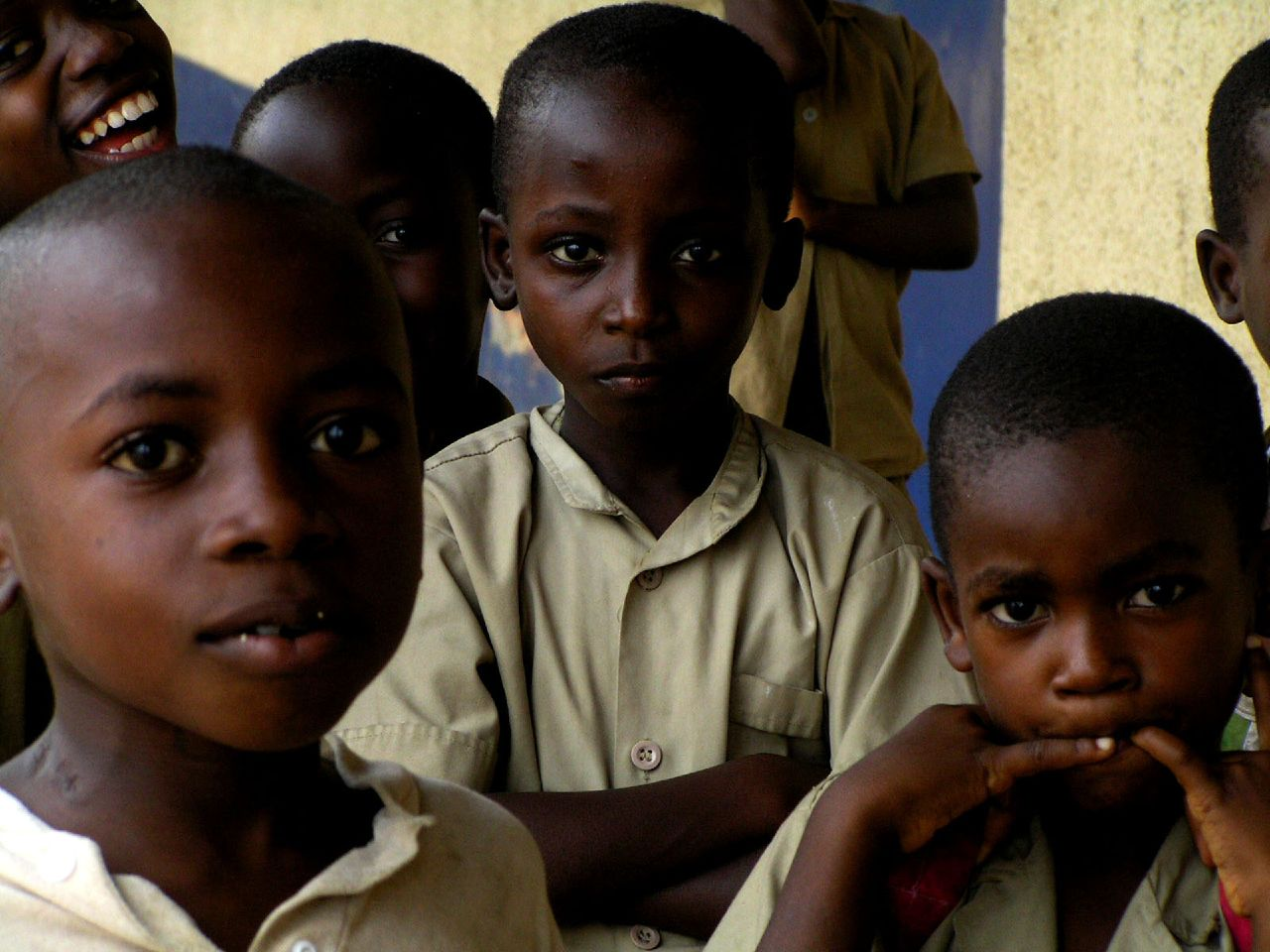
Дети бурунди

Традиционное жилище хуту — круглые хижины с коническими соломенными крышами, у тутси — «ульевидные» плетеные хижины (схожие с жилищами ха), у тва — небольшие шалаши из веток и травы. Расположение домов рассеянное.
Традиционная пища — каши, похлёбки, сырые и печёные бананы, рыба, банановое пиво (Ольдерогге, Потехин 1954: 205).

## Культура
- плетение циновок с красно-чёрным орнаментом;
- плетение ковров с оранжево-красно-чёрным орнаментом;
- изготовление глиняных изделий;
- укашения из бисера и кости.

У рунди существует большое количество баллад, своеобразная музыка и танцы (Карпушина 1965: 107).